# Esira
Esira is een plaats en commune in het zuiden van Madagaskar, behorend tot het district Amboasary Sud, dat gelegen is in de regio Anosy. Tijdens een volkstelling in 2001 telde de plaats 10.275 inwoners.
De plaats biedt alleen lager onderwijs en beperkt middelbaar onderwijs aan. 90% van de bevolking werkt er als landbouwer en 6% houdt zich bezig met veeteelt. Het belangrijkste landbouwproduct is rijst, andere belangrijke producten zijn mais en maniok. Verder is 4% actief in de dienstensector.